# Пора року
Пора́ ро́ку, сезон (від фр. saison, від лат. satio — сівба, час сівби) — період у річному циклі розвитку природи. У помірному кліматі Північної півкулі, у тім числі в Україні, розрізняють такі пори року: весна, літо, осінь, зима. Це чотири рівні періоди, на які умовно поділено річний цикл потрапляння сонячних променів на Землю і, відповідно, погодних умов.
Зміна пір року на Землі зумовлена її рухом навколо Сонця та нахилом земної осі до площини екліптики під кутом 66,5°.
Для населення помірних широт є звичними певні ритмічні зміни в навколишній природі, які повторюються з року в рік і які називають порами року. Кожному добре знайомі природні ознаки весни, літа, осені, зими; їх легко розрізнити в довкіллі, на світлинах чи малюнках. Пори року впливають на господарську діяльність, планування робочого часу і відпочинку, побут і стан здоров'я.

## Календарні пори року
У більшості країн Північної півкулі прийнято такі дати початку і кінця календарних пір року:
- Весна — від 1 березня до 31 травня
- Літо — від 1 червня до 31 серпня
- Осінь — від 1 вересня до 30 листопада
- Зима — від 1 грудня до 28 лютого (у високосні роки — до 29 лютого)

У Південній півкулі пори року протилежні:
- Весна — від 1 вересня до 30 листопада
- Зима — від 1 червня до 31 серпня
- Осінь — від 1 березня до 31 травня
- Літо — від 1 грудня до останнього дня лютого

## Астрономічні пори року
Розрізняють також астрономічні пори року, які тривають від дати сонцестояння до дати рівнодення. У Північній півкулі астрономічне літо триває від 21 червня до 23 вересня, астрономічна осінь — до 21 грудня, тоді починається астрономічна зима, яка триває до 20 березня, з цієї дати починається астрономічна весна.
Для кожної пори року характерні певні світлові і температурні умови. Зміни пір року особливо виражені в помірних широтах.

Положення земної кулі в період, коли південна півкуля отримує значно більше енергії, ніж північна.

## Кліматичні пори року

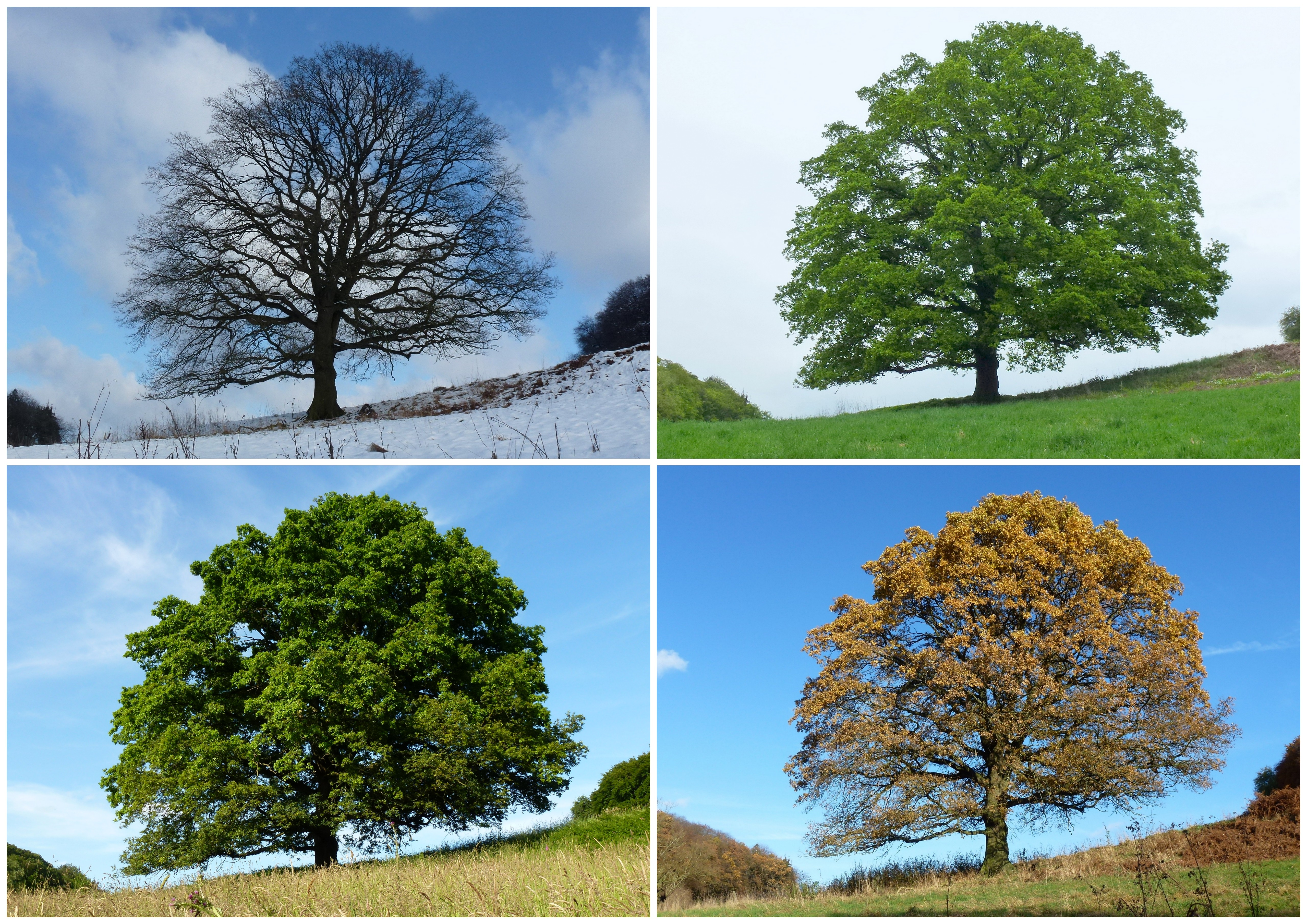
Дуб у різні пори року (Північний Рейн-Вестфалія, Німеччина)

Реальні зміни в природі не завжди відповідають календарним межам пір року. Кліматологи пов'язують зміну пори року з датами переходу середньодобових температур повітря через значення 0 °C і +15 °C
Отже, кліматична весна настає тоді, коли середньодобова температура зростає від 0 °C до +15 °C, літо — період з температурами понад +15 °C, осінь — коли температура знижується від +15 °C до 0 °C, а зима — період з добовими показниками температури, нижчими від 0 °C.
В Україні пори року виражені досить чітко. Весна настає спочатку на Південному узбережжі Криму — уже наприкінці лютого, натомість на північному сході країни — лише наприкінці березня. Для ранньої весни характерна нестійка погода: бувають різкі похолодання, до травня спостерігаються приморозки, іноді випадає сніг. У степовій зоні виникають пилові бурі. Навесні починаються грози і сильні дощі.
Літо — найтепліша і найвологіша (крім Південного берега Криму) пора року. На півдні воно настає на початку, а на півночі — наприкінці травня, закінчується приблизно у першій декаді вересня. В Українських Карпатах його тривалість значно коротша. Максимум опадів припадає на червень — липень, часто гримлять грози, ллють зливи, іноді випадає град. У бездощові періоди, особливо у південних районах країни, бувають суховії, пилові бурі та посухи.

Положення землі відносно сонця в різні пори року

На початку осені зазвичай панує суха сонячна погода. Часто під впливом теплих тропічних повітряних мас буває бабине літо, коли температура повітря перевищує +20 °C. Вторгнення холодних арктичних мас у вересні—жовтні спричиняє заморозки. У другій половині осені внаслідок активізації циклонів переважає похмура погода з дощами і туманами.
Зима настає наприкінці листопада—на початку грудня (на Закарпатті — у середині грудня). Це найхолодніша пора року, якій властива морозна погода з випаданням снігу і встановленням снігового покриву. Українська зима порівняно м'яка, з частими відлигами. Проте інколи бувають хуртовини, ожеледь, тумани, у горах — снігові лавини. На Південному березі Криму тривалого зимового періоду не буває, сніговий покрив не встановлюється, хоча сніг випадає щороку.

Послідовна зміна пір року в одній місцевості
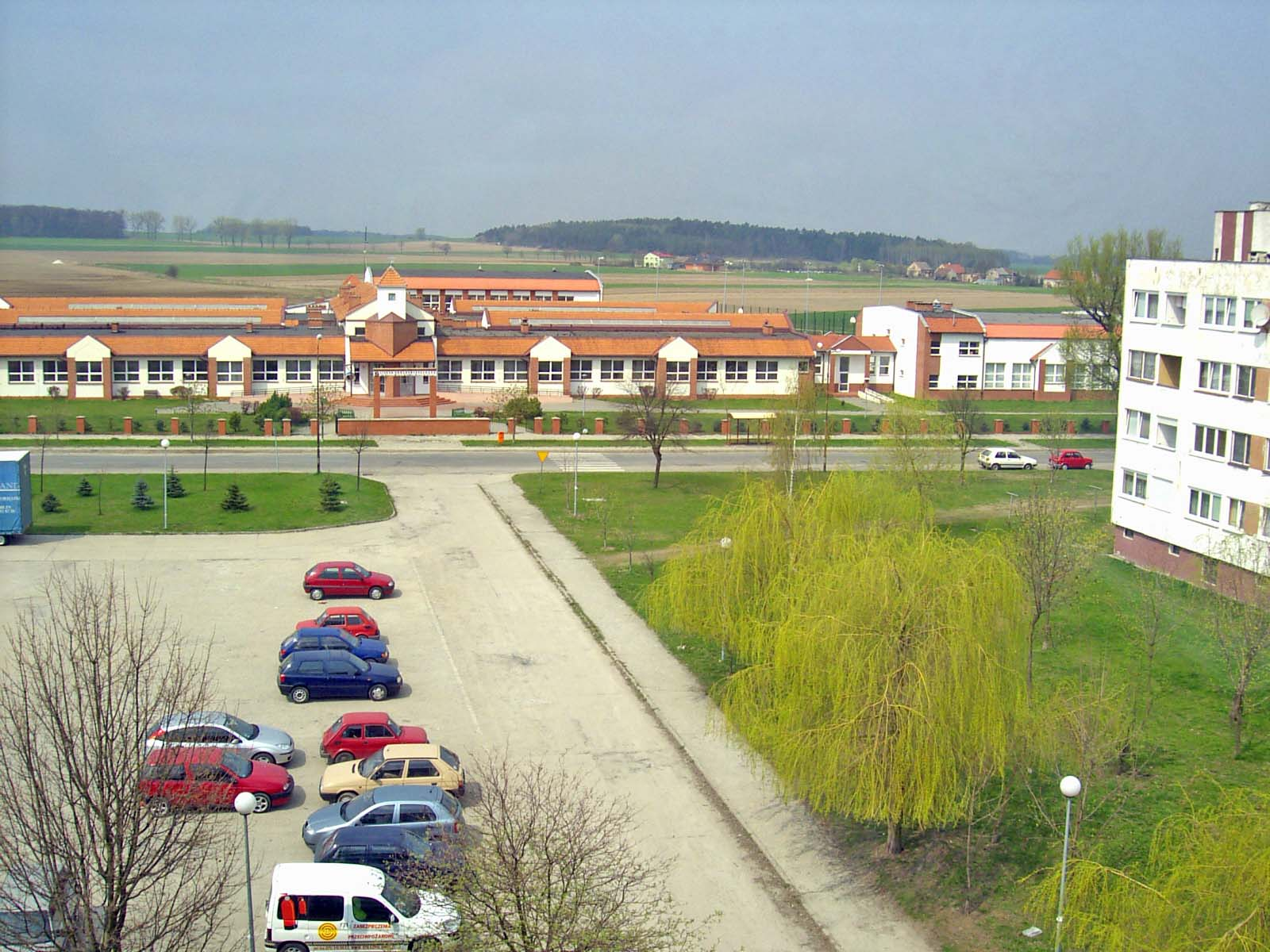
Весна
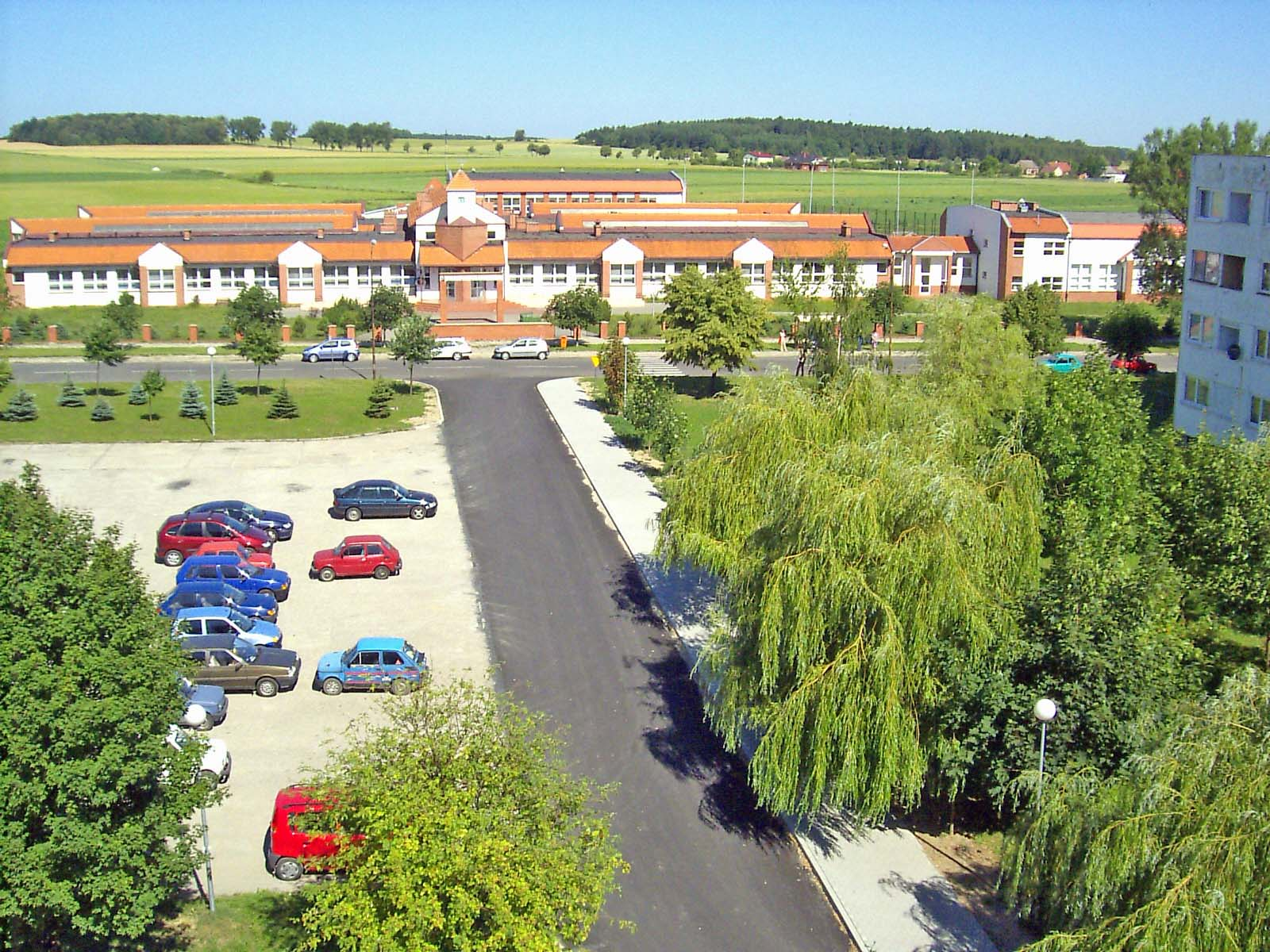
Літо
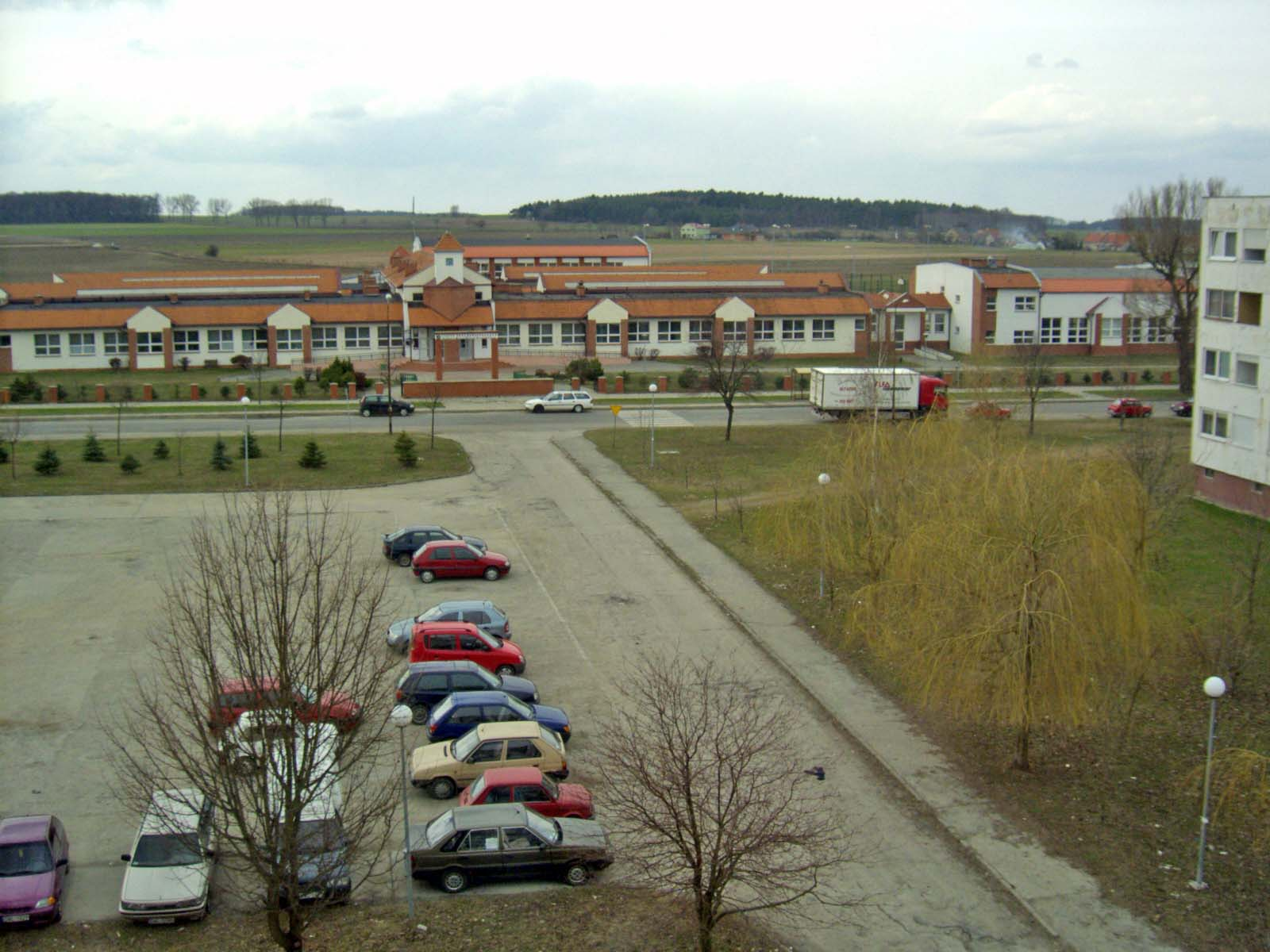
Осінь
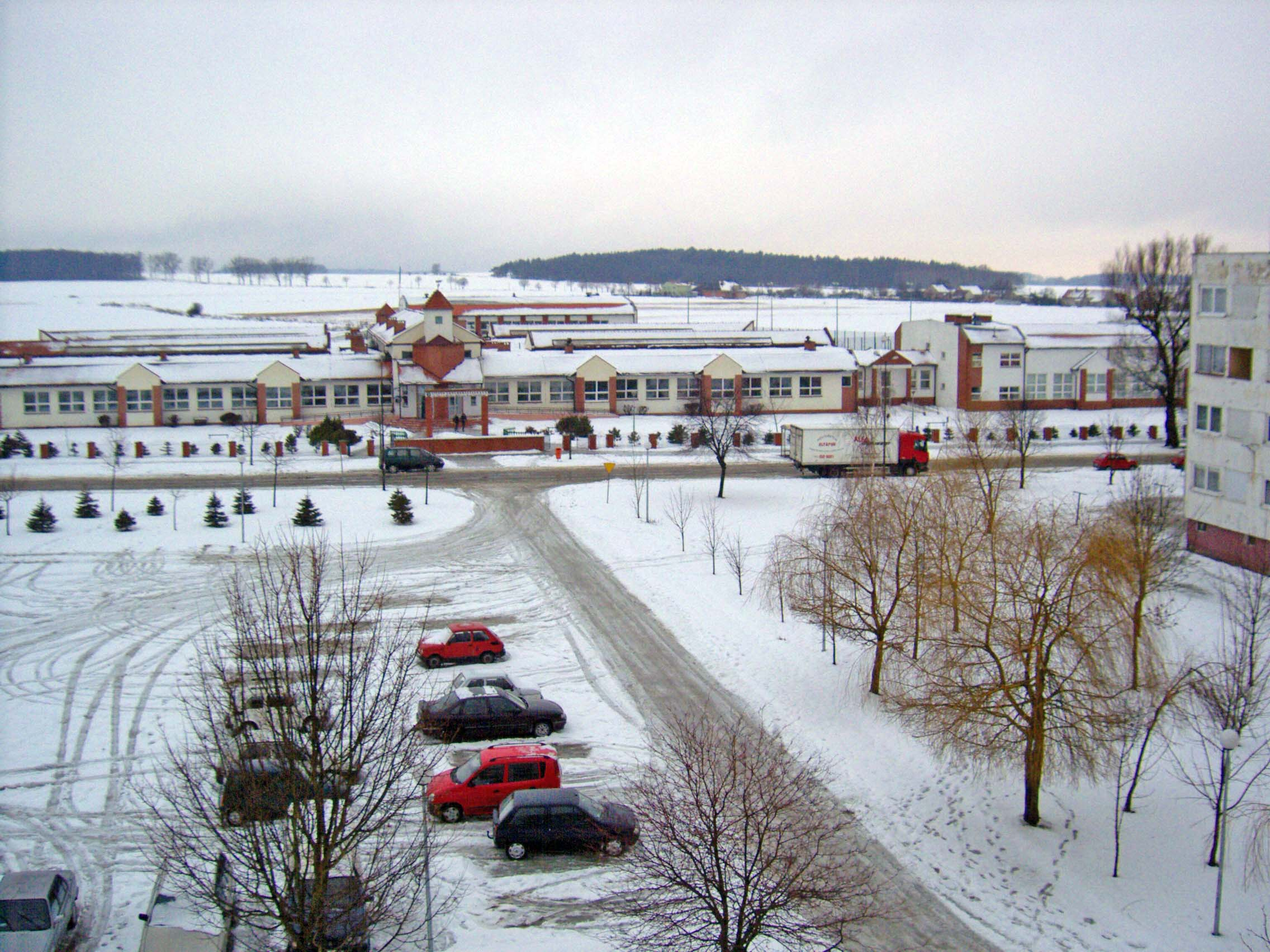
Зима

## Пори року в мистецтві

### У музиці
- «Пори року» — балет Жана Батіста Люллі (1661)
- «Пори року» — цикл із чотирьох скрипкових концертів А. Вівальді (1723)
- «Пори року» — ораторія Йозефа Гайдна (1801)
- «Пори року» — ІІІ дія з опери «Сицилійська вечірня» Джузеппе Верді (1855)
- «Чотири пори року» — для голосу і фортепіано Станіслава Монюшко (1864)
- «Пори року» — цикл фортепіанних п'єс П. І. Чайковського (1876)
- «Весна», «Літо», «Осінь», «Зима» — чотири симфонії (№№ 8,9,10,11) Йоахіма Раффа (1876-79)
- «Пори року» — балет Олександра Глазунова (1900)
- «Пори року» — вокальний цикл Станіслава Нев'ядомського (1925)
- «Пори року» — для змішаного хору на вірші Гельдерліна Ернста Кшенека (1925)
- «Пори року» — балет Джона Кейджа (1947)
- «Пори року» — хоровий цикл Бориса Лятошинського (1949)
- «Пори року» — камерна сюїта Іллі Гурника (1954)
- «Лісний янтар: пори року» — сюїта для мішаного хору Тамари Сидоренко-Малюкової (1961)
- «Пори року» — для хору на слова В. Сосюри Федора Надененка (1962)
- «Пори року» — хоровий цикл Миколи Дремлюги (1963)
- «Пори року» — вісім п'єс для фортепіано Алемдара Караманова (1964)
- «Пори року в Буенос-Айресі» — цикл п'єс Астора П'яццоли (1965-70)
- «Пори року» — хореографічний цикл Григора Ахиняна (1967)
- «Чотири пори року» — цикл пісень для голосу і фортепіано Валерія Гавриліна (1969)
- «Чотири пори року» — Кантата Лесі Дичко (1973)[3]
- «Хорові акварелі» (Пори року) — хоровий цикл (на вірші В.Сосюри) Тараса Кравцова (1974)
- «Чотири пори року» — вокальний цикл Юлії Цибульської (1976)
- «Пори року» — ораторія В'ячеслава Овчиннікова (1978)
- «Пори року» — концертна сюїта для ансамблю народних інструментів Анатолія Білошицького (1982)
- «Пори року»  — для баяна. З циклу «На Дальній Півночі» Віктора Дикусарова (1992)
- «Пори року» — кантата Людмили Шукайло (1993)[4]
- «Пори року» — симфонічно-хореографічна сюїта Юрія Шевченка (1995)
- «Пори року» — цикл п'єс для фортепіано Віталія Дем'янишина (1997)
- «Йосиф Флавій: Пори року» — сценічна ораторія №3 Олександра Костіна (2000)
- «Волинські награвання» (Пори року) — для чотирьох різновидів флейт Валерія Кікти (2001)
- «Пори року» — хоровий цикл (для мішаного хору a cappella) Мирослава Скорика (2002)
- «Чотири ідилії» («Пори року») для симфонічного оркестру Юрія Іщенка (2002)
- «Пори року» — в чотирьох французьких сюїтах для струнних Юлія Гальперина (2004)
- «Пори року» — чотири сюїти для гітари Олега Кисельова (2006)
- «Пори року» — сюїта для баяна Євгена Дербенка (2006)
- «Пори року» — хорова кантата Богдани Фільц (2012)
- «Пори року» — 4 концерти для скрипки з оркестром Олександра Гоноболіна (2013)
- «Пори року» — балет Володимира Мартинова (2013)
- «Пори року» — концерт для скрипки з оркестром Золтана Алмаші (2013)[5]
- «Пори року» — балет Олександра Родіна (2013)
- «Пори року» — 4 концерти для мішаного хору В'ячеслава Самофалова (2014)[6]
- «Пори року» — для фортепіано Ганни Тихоплав (2014-2015)
- «Пори року» — хоровий концерт (для жіночого хору) Сергія Ярунського (2015)
- «Музика Української Землі… Пори року, пори життя…» — ф'южнфонія для солістів, джазбенду, фолькгурту та оркестру Івана Тараненка (2016)
- «Пори року» — для контрабаса з камерним оркестром Олександра Левковича   (2018)
- «Пори року» — дитячий ансамбль для фортепіано в 4 руки Анни Школьнікової (2019)
- «Пори року» — вокальний цикл Дмитра Васяновича
- «Пори року» — цикл п'єс для фортепіано в 4 руки Любові Карпенко
- «Пори року» — етюди-ескізи для фортепіано Олени Ломакіної (2021)
- «Пори року» — концерт для баяна і струнних Давора Бобича (2021)
- «Пори року» — для високого голосу і фортепіано (на тексти японського поета Сайґьо) Романа Горобця (2022)

### У літературі
- Збірка оповідань «Чотири сезони» Стівена Кінга
  - Ріта Гейворт і втеча з Шоушенка («Весни довічні сподівання»)
  - Здібний учень («Літо розтління»)
  - Тіло («Осінь невинності»)
  - Метод дихання («Зимова казка»)

### У живопису

Серія картин іспанського художника «Пори року» Франсіско Баррери (1595—1658)
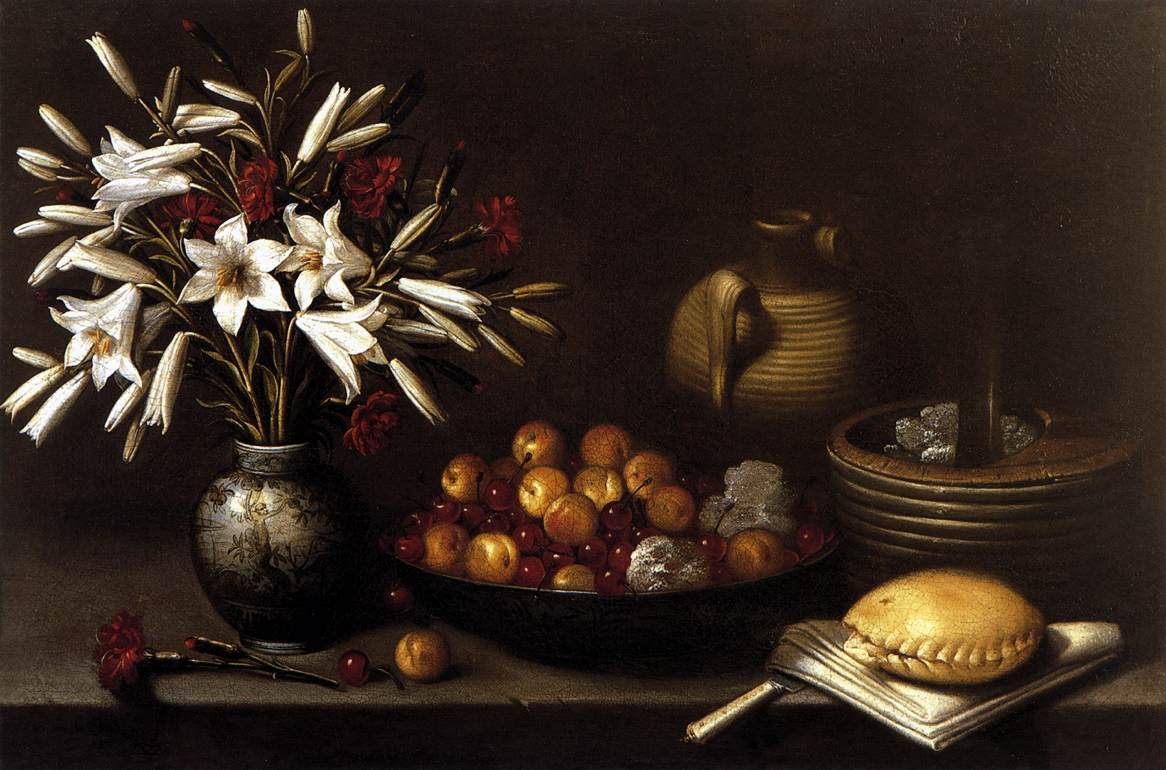
« Весняні квіти і фрукти на столі»
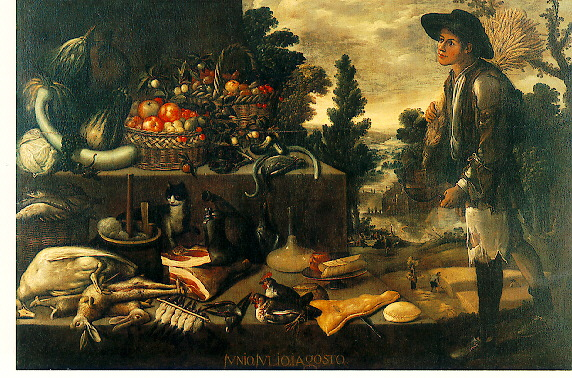
«Літо»
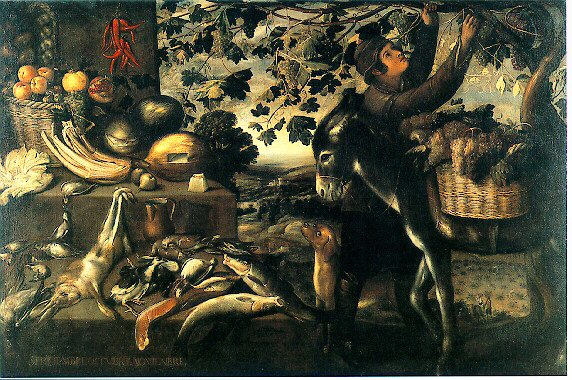
«Осінь»
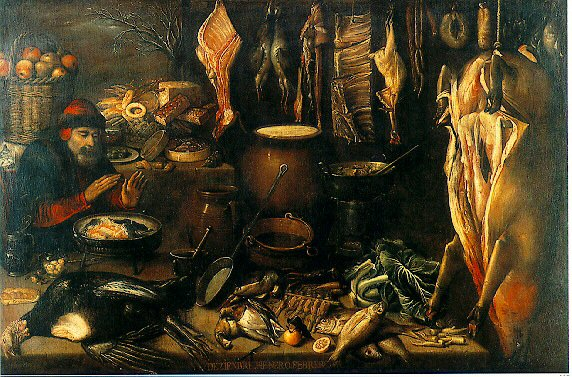
«Зима»

Серія картин «Чотири пори року» італійського художника Джузеппе Арчімбольдо (1527—1593)
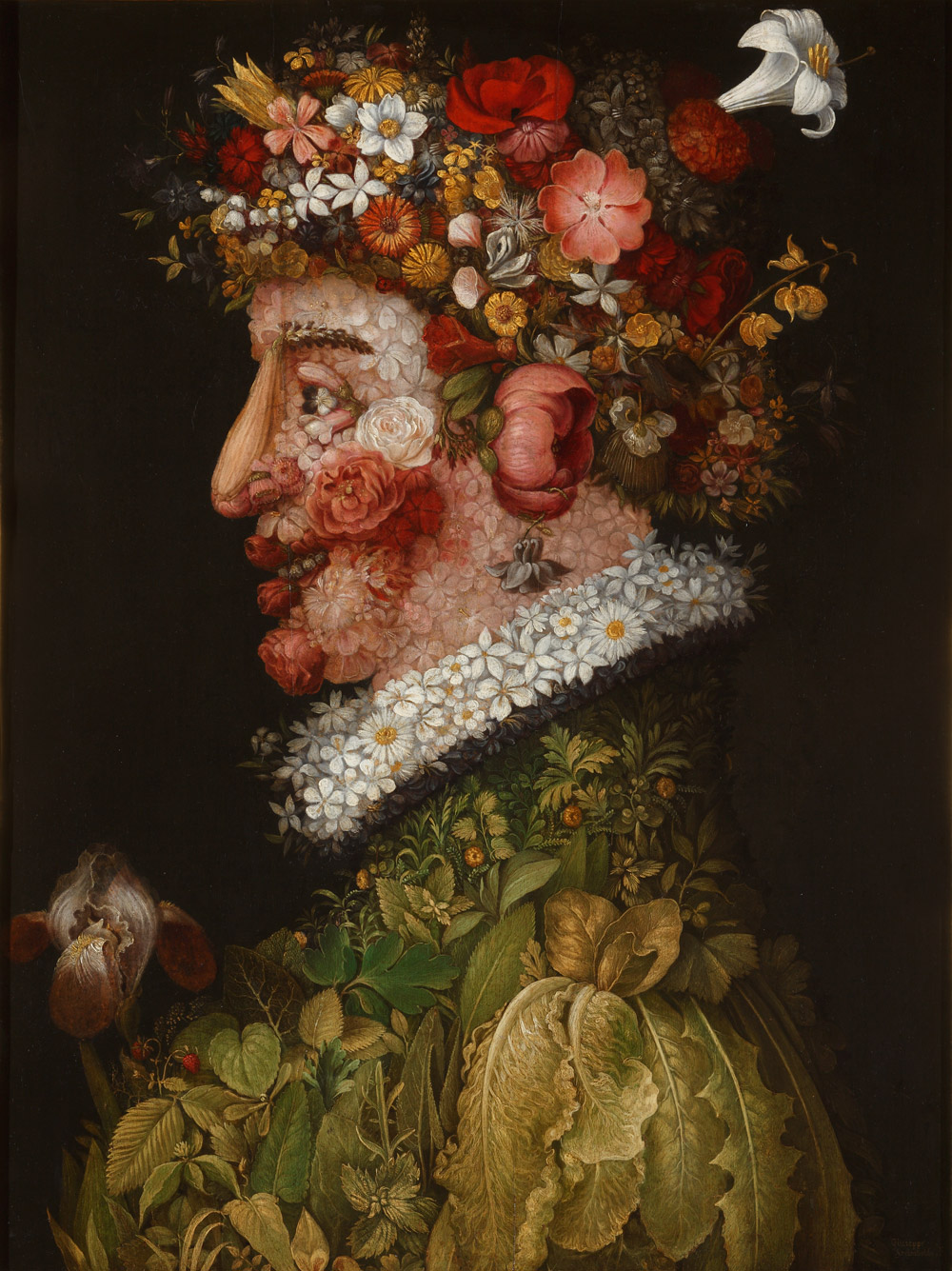
«Весна»
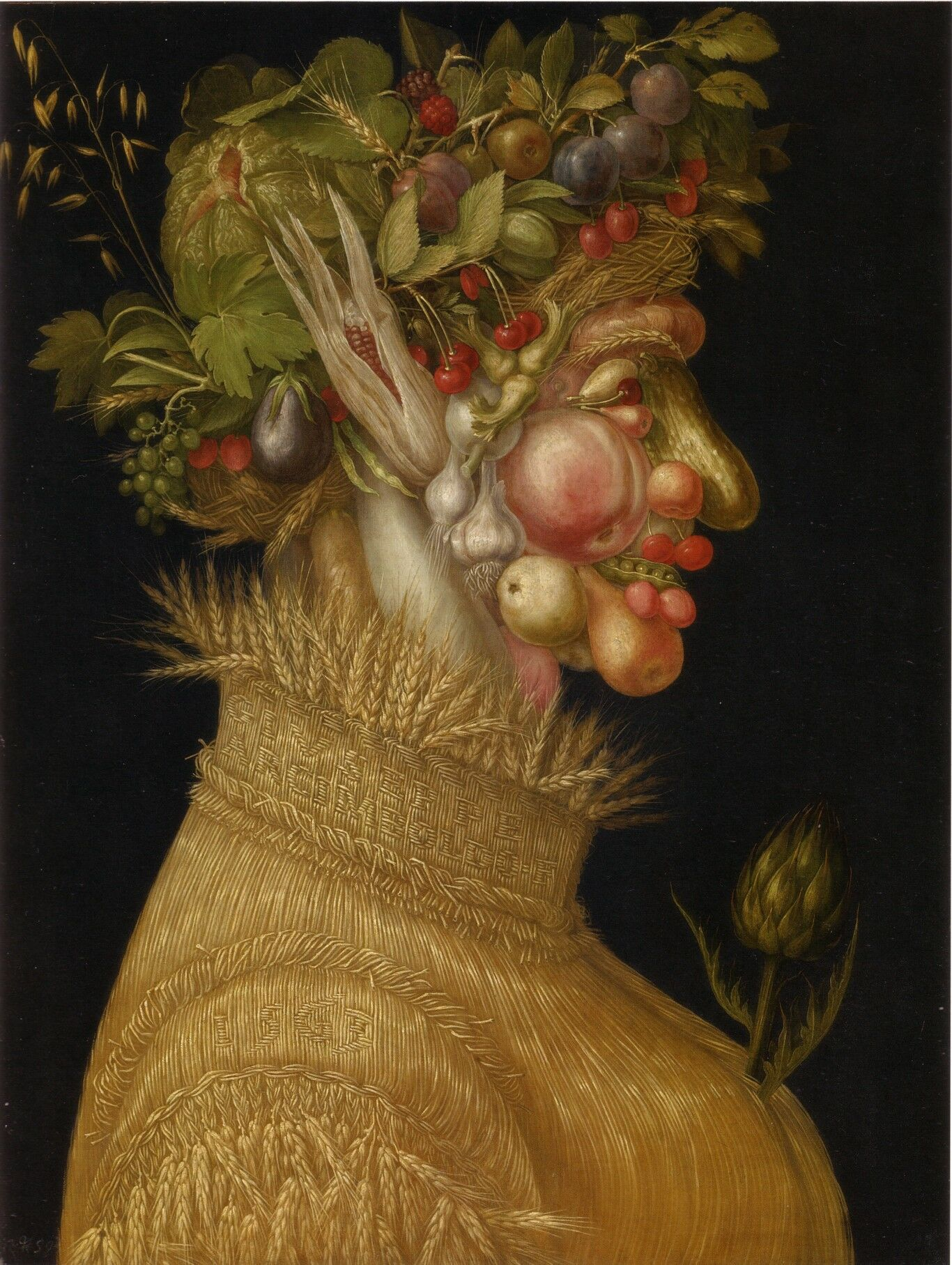
«Літо»
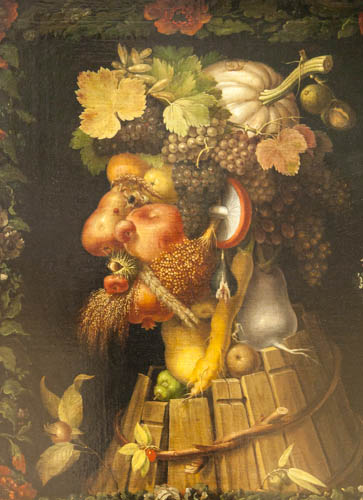
«Осінь»
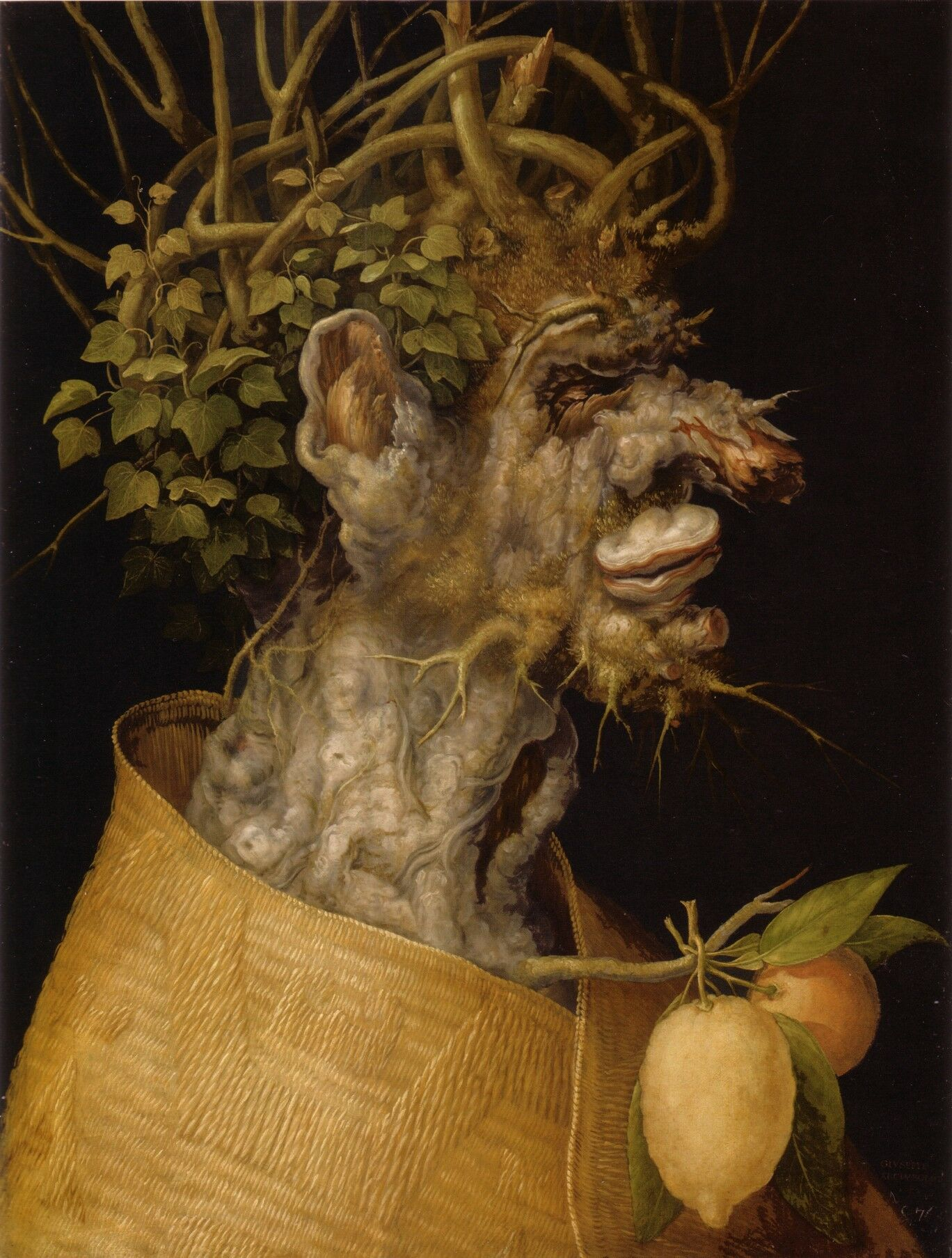
«Зима»

Серія картин чеського художника Альфонса Мухи (1860—1939)
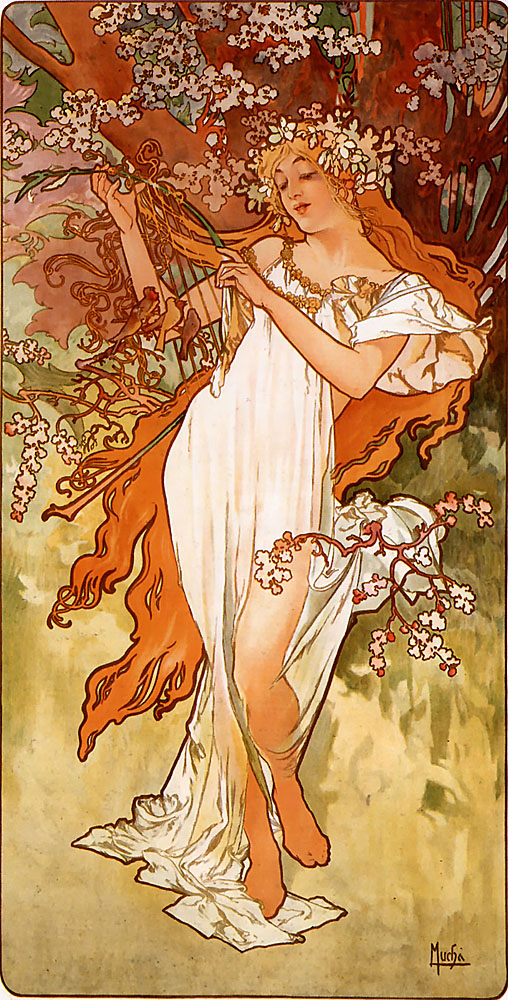
«Весна»
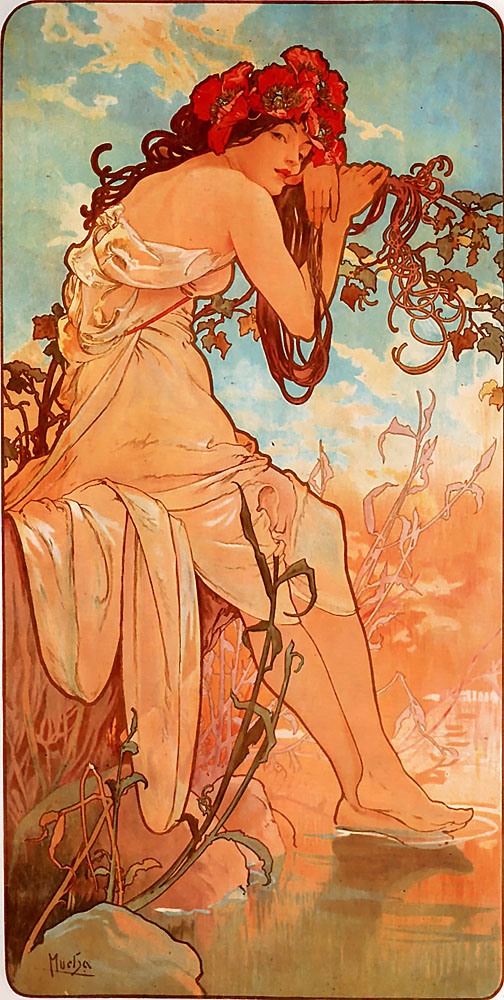
«Літо»
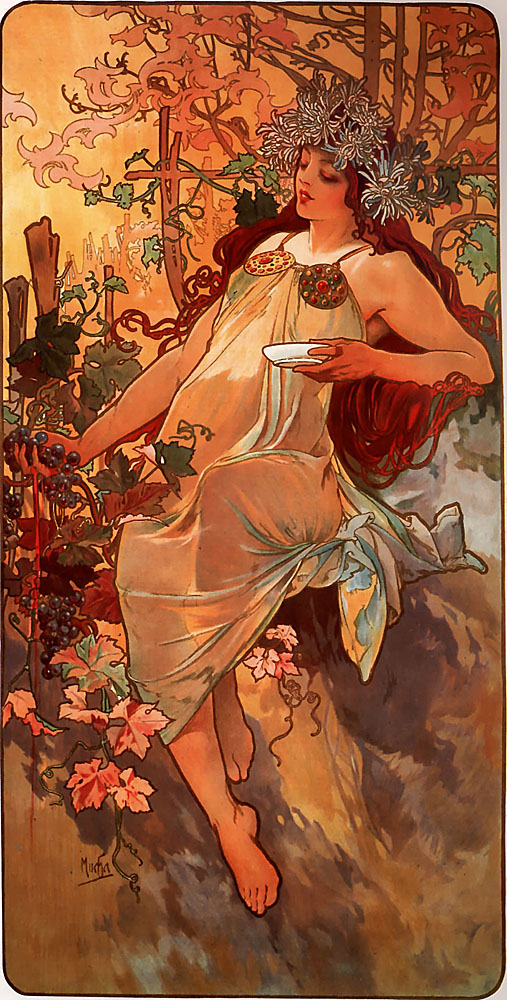
«Осінь»
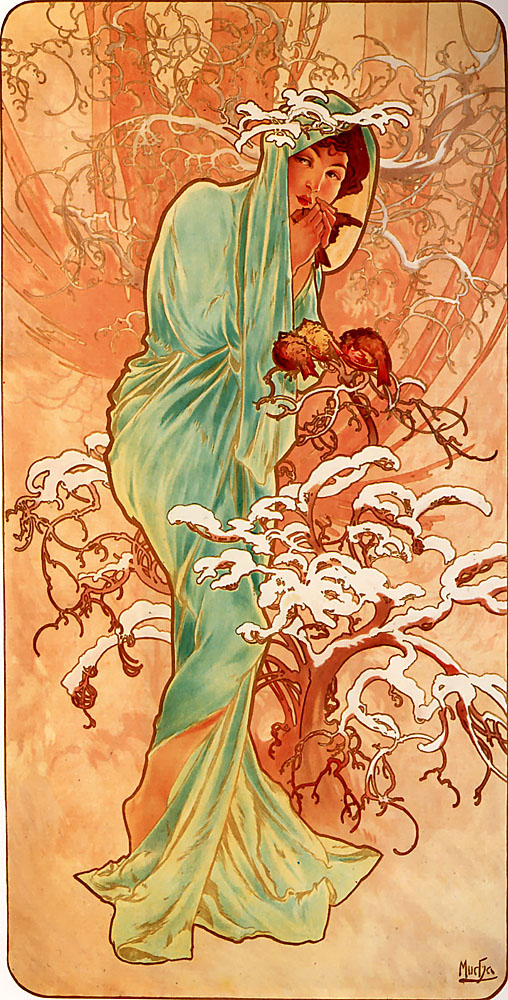
«Зима»